# 養成訓練
養成訓練（ようせいくんれん）とは、新規学校卒業者等に対し、職業に必要な基礎的な技能や知識を習得させることによって、技能労働者としての能力を養成するために行なう職業訓練を言う。1969年（昭和44年）に制定された職業訓練法に規定された職業訓練体系の一つであったが、1992年（平成4年）の職業能力開発促進法の改正で訓練体系が再編されたことにより、以降は用いられなくなった。

## 昭和44年制定の職業訓練法

### 職業訓練の体系
養成訓練、向上訓練、能力再開発訓練、再訓練、指導員訓練の5種類が規定されていた。

### 養成訓練の実施区分
養成訓練は、専修訓練課程（主に中卒者を対象）と高等訓練課程（主に高卒者を対象）に区分された。高等訓練課程では、訓練生は訓練修了時に技能照査を受け、これに合格すれば技能士補の称号を得ることができた。

### 職業訓練の施設
養成訓練は、以下の公共職業訓練施設で実施されていた。
- 専修職業訓練校（専修訓練課程の養成訓練、向上訓練、能力再開発訓練、再訓練、事業主等の行う職業訓練）
- 高等職業訓練校（高等訓練課程の養成訓練、向上訓練、能力再開発訓練、再訓練、事業主等の行う職業訓練）
- 身体障害者職業訓練校（上記の施設で職業訓練を受けることが困難な身体障害者等に対する職業訓練）

## 昭和49年改正の職業訓練法

### 職業訓練の体系
養成訓練、向上訓練、能力再開発訓練、再訓練、指導員訓練の5種類が規定されていた。

### 養成訓練の実施区分
養成訓練は、専修訓練課程（主に中卒者を対象）と高等訓練課程（主に高卒者を対象）、特別高等訓練課程（高卒者を対象とし、特に高度の知識と技能の付与が目的）に区分された。

### 職業訓練の施設
養成訓練は、以下の公共職業訓練施設で実施されていた。
- 専修職業訓練校（専修訓練課程の養成訓練、向上訓練、能力再開発訓練、再訓練、事業主等の行う職業訓練）
- 高等職業訓練校（高等訓練課程の養成訓練、向上訓練、能力再開発訓練、再訓練、事業主等の行う職業訓練）
- 身体障害者職業訓練校（上記の施設で職業訓練を受けることが困難な身体障害者等に対する職業訓練）
- 職業訓練短期大学校（特別高等訓練課程の養成訓練、向上訓練、能力再開発訓練、再訓練）

## 昭和53年改正の職業訓練法

### 職業訓練の体系
養成訓練、向上訓練、能力再開発訓練の3種類が規定されていた。これまで規定されていた指導員訓練は、以降は職業訓練の体系とは区別して規定されることになった。また、同様にこれまで規定されていた再訓練は、向上訓練に含まれることになった。

### 養成訓練の実施区分
昭和49年の職業訓練法における専修訓練課程は廃止され、高等訓練課程に相当する普通訓練課程と、特別高等訓練課程に相当する専門訓練課程の2区分とされた。これにより、これ以降、新規に専修訓練課程を設定することはできないが、すでに専修訓練課程を実施している施設においては、暫定的に、養成訓練において専修訓練課程を扱うことができる。

### 職業訓練の施設
養成訓練は、以下の公共職業訓練施設で実施されていた。
- 職業訓練校（養成訓練、向上訓練、能力再開発訓練）
- 職業訓練短期大学校（養成訓練（高度な技能を有する労働者の養成））
- 身体障害者職業訓練校（上記の施設で職業訓練を受けることが困難な身体障害者等に対する養成訓練、向上訓練、能力再開発訓練）

## 昭和60年改正の職業訓練法
この改正により、法律の題名が職業能力開発促進法と改められた。

### 養成訓練の実施区分
普通訓練課程は普通課程に、専門訓練課程は専門課程にそれぞれ改められ、新たに短期課程が追加された。暫定的に設けられている専修訓練課程は、引き続き養成訓練として措置される。

## 平成4年改正の職業能力開発促進法

### 職業訓練の体系
これまでの体系が対象者の属性別であったのに対して、本改正により、習得させようとする技能及び知識の程度と期間に基づく体系に改められた。程度においては、普通職業訓練と高度職業訓練、期間においては、長期間及び短期間に区分された。これにより、養成訓練は廃止された。